# Walter Sagitta

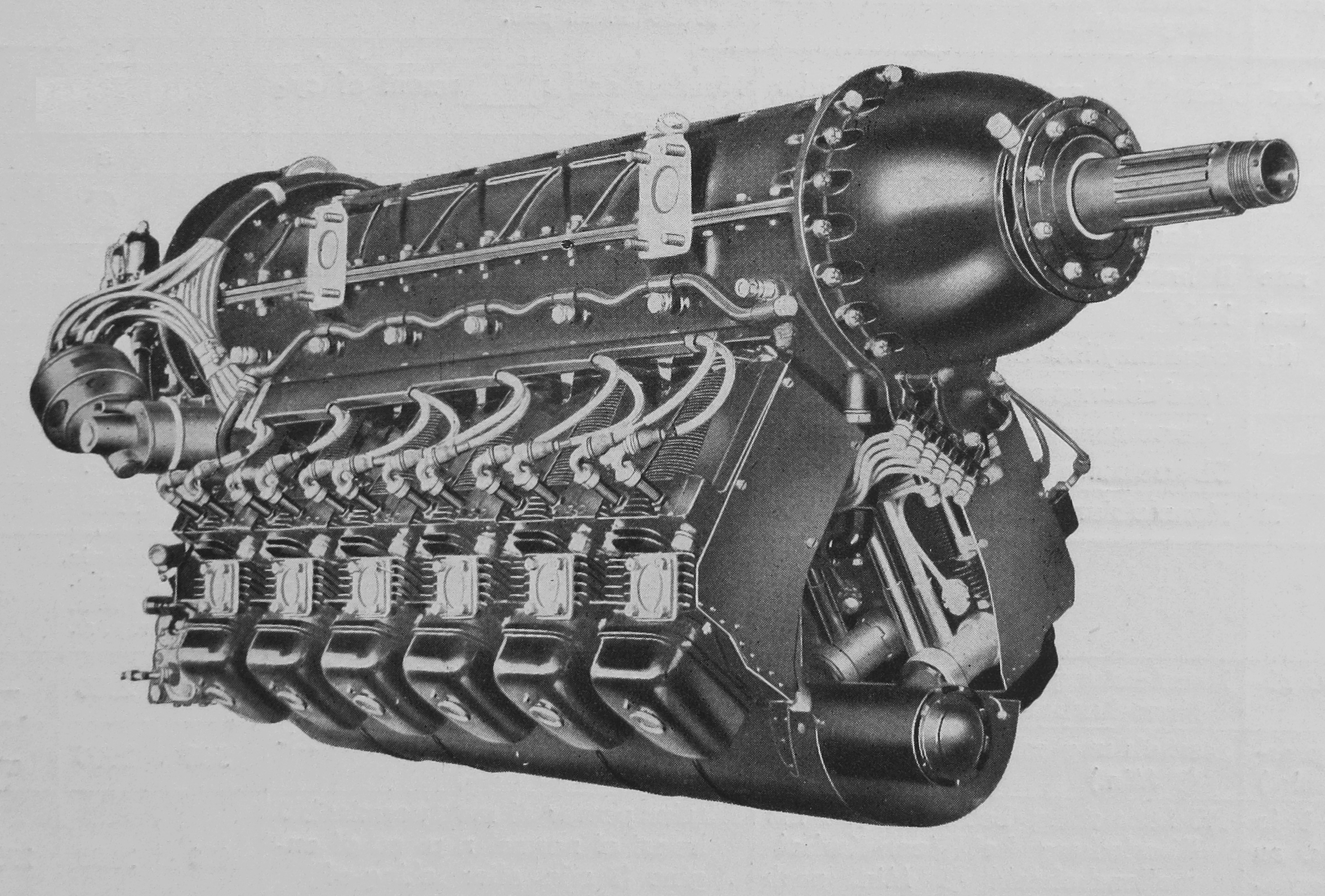
Walter Sagitta I-M/I-MR

Der Walter Sagitta war ein Flugzeugmotor der tschechoslowakischen Firma Walter Engines a.s., dessen erste Ausführung 1936 erschien.

## Aufbau
Es handelte sich um einen luftgekühlten Zwölfzylinder-Viertakt-V-Motor mit hängenden Zylindern aus Stahl mit Leichtmetallköpfen. Der Zylinderwinkel betrug 60°. Die Zylinder besaßen je ein Ein- sowie ein Auslassventil. Im Prinzip entsprach der Motor einem doppelten Walter Major, der mit einem Kompressor und einem Untersetzungsgetriebe ausgerüstet wurde. Die Volldruckhöhe lag bei 2000 Metern. Wie beim Major kamen hängende Ventile und eine untenliegende Nockenwelle zur Anwendung. Der Motor wurde von einem einzelnen Strombergvergaser versorgt. Er kam gelegentlich in den 1930er-Jahren zum Einsatz, unter anderem bei der Fokker D.XXIII und einigen Prototypen wie der lettischen VEF I-16.

## Technische Daten

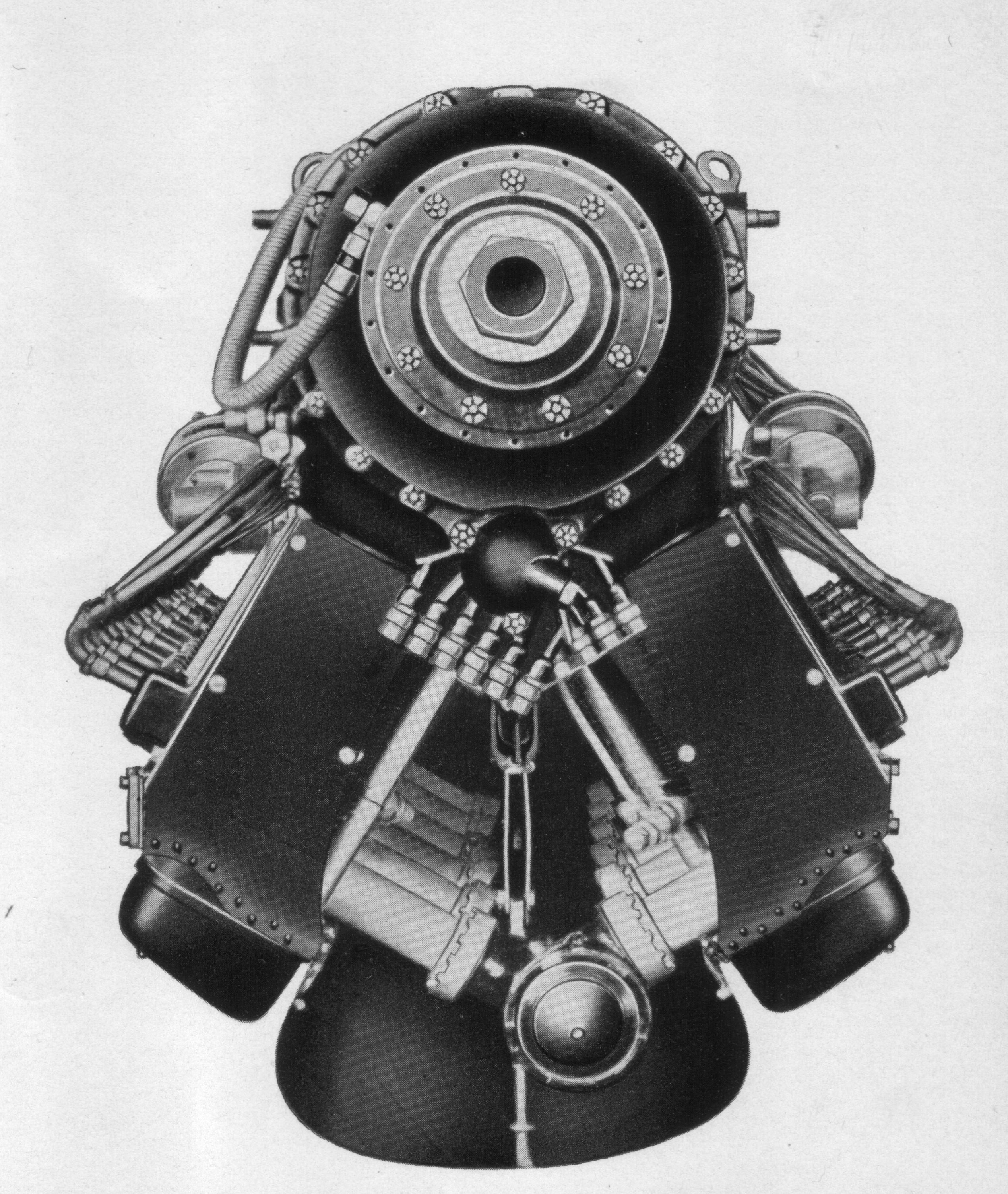
Frontansicht des Sagitta I-SR

| Kenngröße             | Daten (Walter Sagitta I-RC)  |
| --------------------- | ---------------------------- |
| Bohrung               | 118 mm                       |
| Hub                   | 140 mm                       |
| Hubraum               | 18,36 l                      |
| Verdichtung           | 5,50:1                       |
| Verdichterübersetzung | 7,55:1                       |
| Leistung              | 450 PS (331 kW) bei 2600/min |
| Masse                 | 370 kg                       |
| Länge                 | 1,79 m                       |
| Höhe                  | 0,781 m                      |
| Breite                | 0,725 m                      |